# Nicolas Auguste Tissot
Nicolas Auguste Tissot (ur. 1824, zm. 1907) – francuski kartograf żyjący w XIX wieku. W roku 1859 i 1881 opublikował pracę o zniekształceniach odwzorowawczych. Twórca twierdzeń teorii zniekształceń odwzorowawczych.